# سليم طه التكريتي
سليم طه التكريتي هو مترجم عراقي عاصر فترة الانتداب البريطاني في القرن العشرين. تعد ترجماته من المصادر المهمة لتاريخ العراق.

## آثاره في التاريخ والسياسة
1. الصراع على الخليج العربي - الناشر: وزارة الثقافة والإرشاد، بغداد سنة 1966.[2]
2. أسرار الانقلاب العسكري الأخير في سورية - الناشر: مطبعة المعارف، بغداد.[3]
3. عشرة آلاف ليلة وليلة: مذكرات سندرسن باشا: طبيب العائلة الملكية، 1918-1946، طبع عام 1982 في مكتبة اليقظة العربية، بغداد.[4]
4. مذكرات غلوب باشا، 1897 - 1983.[5]
5. الثورة العراقية، فصول من كتاب السير أرنولد ويلسن (بين النهرين) طبع عام 1971.
6. رحلة المشرق إلى العراق وسوريا وفلسطين سنة 1573م - المؤلف: ليونهارت راوولف - الناشر: وزارة الثقافة والفنون، العراق.[6]
7. نشأة العراق الحديث - تأليف: هنري فوستر - الناشر: الدار الأهلية للنشر عمان، الأردن.[7]
8. الجاسوسية في البلاد العربية - تأليف: سليم طه التكريتي - منشورات دار العصور، بغداد.[8]
9. الفليد مارشال رومل ومذكراته السرية - تأليف دزموند يونغ - مكتبة النهضة العربية، بغداد.[9]
10. ثلاثة ملوك في بغداد 1921-1958 - تأليف جرالد دي غوري - دار المثنى للطباعة والنشر، بغداد.[10]

## أخرى
1. القرية العراقية – دراسة في أحوالها وطرق إصلاحها، وحصل الكتاب على جائزة المجمع العراقي لسنة 1949.
2. التعليم المهني في العراق، تقرير من اليونسكو وترجم كجزء من مجلة المعلم الجديد في سنة 1954.
3. التعليم الصناعي في العراق، تقرير من اليونسكو وترجم كجزء من مجلة المعلم الجديد في نفس السنة.
4. العتبات المقدسة، كتابة باب في كل جزء من السلسلة.[11]

## وفاته
توفي يوم 15 أكتوبر (تشرين الأول) من سنة 1990.